# Степне Яниково
Степне Яни́ково (рос. Степное Яниково, чув. Янкасси) — присілок у складі Комсомольського району Чувашії, Росія. Входить до складу Польовосундирського сільського поселення.
Населення — 274 особи (2010; 273 у 2002).
Національний склад:
- чуваші — 99 %